# Aleksiej Kanajew
Aleksiej Fiodorowicz Kanajew (ros. Алексей Фёдорович Канаев, ur. 25 grudnia 1921 w Moskwie, zm. 24 kwietnia 1997 w Kijowie) – radziecki lotnik wojskowy, podpułkownik, Bohater Związku Radzieckiego (1946).

## Życiorys
Urodził się w rodzinie robotniczej. Skończył szkołę średnią, w 1938 został powołany do Armii Czerwonej, w 1939 ukończył wojskową lotniczą szkołę techniczną w Sierpuchowie, po czym został mechanikiem lotniczym w Kaczyńskiej Wyższej Wojskowej Szkole Lotniczej dla Pilotów. Od października 1942 uczestniczył w wojnie z Niemcami, w 1943 ukończył wojskową lotniczą szkołę pilotów w Woroneżu, po czym do maja 1945 był pomocnikiem dowódcy 451 pułku lotnictwa szturmowego. Do maja 1945 wykonał 120 lotów bojowych, atakując lotniska, pozycje ogniowe i skupiska wojsk i techniki wroga, poza tym w walkach powietrznych strącił 5 samolotów wroga. Po wojnie nadal służył w lotnictwie, w 1955 ukończył wyższe kursy oficerskie, w 1956 został zwolniony do rezerwy w stopniu podpułkownika. Pracował w kombinacie malarsko-rzeźbiarskim w Kijowie.

## Odznaczenia
- Złota Gwiazda Bohatera Związku Radzieckiego (15 maja 1946)
- Order Lenina
- Order Czerwonego Sztandaru (trzykrotnie)
- Order Wojny Ojczyźnianej I klasy (dwukrotnie)
- Order Czerwonej Gwiazdy

I medale.